# 8월 31일
8월 31일은 그레고리력으로 243번째(윤년일 경우 244번째) 날에 해당한다. 이 날은 8월의 마지막 날이며, 8월의 마지막 주 평일은 8월 29일 또는 30일이다.

## 사건
- 548년 - 백제 사신 약엽례(掠葉禮)가 백제로 귀환함.
- 1056년 - 동로마 제국의 여제 테오도라가 수일 전 발병한 급작스런 병환으로 후사 없이 사망함으로써 마케도니아 왕조가 끝을 맺다.
- 1939년 - 글라이비츠 방송국 공격 사건
- 1957년 - 말레이시아, 영국으로부터 독립.
- 1961년 - 소련, 핵실험 재개 선언.
- 1962년 - 트리니다드 토바고, 영국으로부터 독립.
- 1968년 - 이란 동북부에 대지진, 1만2천여 명 사망.
- 1971년 - 대한민국 국무회의, 비적성(非敵性) 공산국가와 교역 허용 의결.
- 1980년 - 폴란드 자유노조 `연대'(Solidarity), 레흐 바웬사 주도로 설립.
- 1987년 - 대한민국, 민주정의당 통일민주당 8인 정치회담, 직선제 개헌안 협상 타결.
- 1989년 - 대한민국, 동아건설, 53억 달러 상당의 리비아 2차 대수로 공사 수주.
- 1991년 - 키르기스스탄, 소비에트 연방으로부터 독립.
- 1992년 - 콩고 공화국의 대통령으로 파스칼 리수바 취임.
- 1993년 - 대한민국 감사원, `평화의 댐' 특별감사 결과 금강산 댐의 수공위협은 과장됐다고 발표.
- 1994년 - 급진주의적 아일랜드 공화국군이 정전을 선언.
- 1996년 - 8월 31부터 2주간 인도 비하르 주와 우타르프라데시 주에서 대규모 늑대 습격으로 각각 100명이 사망하고 150여명이 부상, 60명이 사망하고 100여명이 부상.
- 1997년 - 영국의 웨일스 공비 다이애나, 파리에서 자동차 사고로 사망.
- 1998년 - 한나라당, 이회창 명예총재를 새 총재로 선출.
- 2000년 - 대한민국, 한빛은행 등 2차 구조조정 대상 은행 확정.
- 2001년 - 남아프리카공화국 더반에서 세계인종차별철폐회의(World Conference against Racism)가 개최되다.
- 2003년 - 대한민국, 권노갑 전 민주당 고문, 현대비자금 200억 수수혐의로 구속기소.
- 2013년 - 경부선 대구역에서 열차 3중 충돌사고 발생.

## 문화
- 1887년 - 미국 발명가 토머스 에디슨, 영사기 특허 취득.
- 1913년 - 네덜란드의 축구 클럽 PSV 에인트호번 창단.
- 1962년 - 대한민국의 사상계 발행인 장준하가 막사이사이상 수상.
- 1967년 - 대한민국, 증기 기관차 서울역에서 퇴역식 갖고 디젤기관차로 대체.
- 1984년 - 대한민국 및 일본 정상간 직통전화 개설.
- 1998년 - 조선민주주의인민공화국이 첫 번째 인공위성 광명성 1호를 발사.
- 2007년 -
  - 에어부산 창립.
  - 크립톤 퓨처 미디어에서 VOCALOID2를 채용한 하츠네 미쿠를 발표.
- 2011년 - 제6회 서울 드라마 어워즈 개최.
- 2012년 - 대한민국의 위성 DMB 서비스 종료.
- 2018년 - 대한민국의 걸그룹 아이즈원을 선발하는 PRODUCE 48 종영.

## 탄생
- 12년 - 로마 제국의 제3대 황제 칼리굴라. (~41년)
- 161년 - 로마 제국의 제17대 황제 콤모두스. (~192년)
- 901년 - 제50대의 국왕 왕연. (~926년)
- 1168년 - 금나라의 제6대 황제 금 장종. (~1208년)
- 1793년 - 프랑스의 화가 테오도르 제리코. (~1824년)
- 1820년 - 이치노세키 번의 8대 번주 다무라 구니미치. (~1857년)
- 1821년 - 독일의 생리학자, 물리학자, 철학자 헤르만 폰 헬름홀츠. (~1894년)
- 1875년 - 미국의 야구인 에디 플랭크. (~1926년)
- 1879년 - 일본의 123대 천황 다이쇼 천황. (~1926년)
- 1880년 - 네덜란드의 여왕 빌헬미나. (~1962년)
- 1895년 - 일본의 사진가 오카다 고요. (~1972년)
- 1897년 - 미국의 배우 프레드릭 마치. (~1975년)
- 1907년 - 필리핀의 전 대통령 라몬 막사이사이. (~1957년)
- 1913년 - 미국의 야구 선수 레이 댄드리지. (~1994년)
- 1914년 - 미국의 영화배우 리차드 베이스하트. (~1984년)
- 1935년
  - 미국의 야구 선수 프랭크 로빈슨. (~2019년)
  - 미국의 수학자 로널드 그레이엄. (~2020년)
- 1937년 - 태국의 작곡가 촌라티 탄텅. (~2023년)
- 1945년 - 영국의 가수 밴 모리슨.
- 1949년 - 미국의 배우 리차드 기어.
- 1950년 - 미국의 정치인 딘 바클리.
- 1956년
  - 대한민국의 정치인 노회찬. (~2018년)
  - 일본의 배우 다시로 마사시.
  - 중화민국의 총통 차이잉원.
- 1959년 - 대한민국의 정치인 최경환.
- 1960년 - 레바논의 정치인 하산 나스랄라. (~2024년)
- 1961년 - 일본의 싱어송라이터 안리.
- 1962년 - 미국의 성우 디 브래들리 베이커.
- 1963년 - 일본의 정치인 하기우다 고이치.
- 1967년 - 일본의 성우 히라마츠 아키코.
- 1968년 - 일본의 야구 선수 노모 히데오.
- 1969년 - 볼리비아의 전 축구 선수 루이스 크리스탈도.
- 1970년
  - 대한민국의 배우 박형준.
  - 미국의 가수 겸 배우 데비 깁슨.
- 1971년 - 미국의 배우, 희극인 크리스 터커.
- 1973년 - 미국의 정치인 메리 펠톨라.
- 1974년 - 대한민국의 기업인 고명진.
- 1976년 - 프랑스의 배우 소피 캥통.
- 1978년 - 미국의 정치인 애덤 랙설트.
- 1979년
  - 대한민국의 배우 겸 분장사 고가령.
  - 미국의 프로레슬링 선수 미키 제임스.
- 1980년
  - 대한민국의 방송인 김태진.
  - 대한민국의 배우 이세은.
- 1981년 - 대한민국의 가수 피티컬.
- 1982년
  - 대한민국의 배우 김진만.
  - 스페인의 축구 선수 페페 레이나.
- 1983년
  - 대한민국의 배구 선수 강동진.
  - 대한민국의 희극인 성현주.
  - 대한민국의 배우 정경호.
  - 대한민국의 기업인 조현민.
  - 일본의 댄서 NAOTO.
  - 스위스의 가수 소피 헝거.
- 1984년
  - 대한민국의 성악가, 오페라가수 김민성.
  - 미국의 아이스하키 선수 라이언 케슬러.
  - 오스트레일리아의 프리스타일 스키 선수 데이비드 모리스.
- 1985년
  - 대한민국의 배우 고준희.
  - 대한민국의 변호사 박한희.
  - 대한민국의 축구 선수 정훈.
  - 독일의 유도 선수 베냐민 베를라.
- 1986년
  - 대한민국의 배우 서재규.
  - 대한민국의 배우 지유.
  - 미국의 배우 라이언 켈리.
- 1987년
  - 대한민국의 가수 성유빈.
  - 대한민국의 레이싱모델 박시현.
- 1988년 - 콜롬비아의 축구 선수 다비드 오스피나.
- 1989년
  - 대한민국의 배우 신혜선.
  - 일본의 가수, 배우 키리야마 아키토 (쟈니스WEST).
  - 미국의 래퍼 겸 가수 브라이언 체이스.
  - 대한민국의 축구 선수 윤사랑.
- 1990년 - 대한민국의 가수 아녹.
- 1991년 - 대한민국의 가수 로이.
- 1992년
  - 대한민국의 배우 이일민.
  - 아르헨티나의 축구 선수 니콜라스 탈리아피코.
- 1993년 - 대한민국의 연극배우 백시연.
- 1994년
  - 대한민국의 베이시스트 최현수.
  - 대한민국의 전직 리그 오브 레전드 프로게이머 손스타.
- 1995년 - 대한민국의 가수 루디.
- 1996년 - 대한민국의 가수 로이.
- 1997년 - 대한민국의 가수 안은진.
- 1998년
  - 대한민국의 가수 하연.
  - 대한민국의 야구 선수 김진수.
- 2001년
  - 일본의 배우 모리 나나.
  - 이스라엘의 배우, 모델 야엘 셸비아.
- 2002년
  - 대한민국의 가수, 뮤지컬 배우 루시 (위키미키).
  - 러시아의 프리스타일 스키 선수 아나스타시야 스미르노바.
- 2004년
  - 대한민국의 가수 장원영 (IZ*ONE, IVE).
  - 벨라루스 대통령의 아들 니콜라이 루카셴코.
- 2017년 - 스웨덴의 베르나도트 왕가의 왕자 달라르나 공작 가브리엘 왕자.

### 미상
- 대한민국의 가수 차세민. (리뎀션즈)

## 사망
- 318년 - 오호 십육국 시대 전조의 3대 황제 유총. (?~)
- 1056년 - 동로마 제국의 여제 테오도라. (980년~)
- 1158년 - 카스티야와 톨레도의 왕 산초 3세. (1134년~)
- 1422년 - 잉글랜드의 왕 헨리 5세. (1836년~)
- 1920년 - 독일의 철학자,심리학자 빌헬름 분트. (1832년~)
- 1925년 - 대한민국의 독립운동가 이종일. (1858년~)
- 1938년 - 미국의 정치인 조지프 M. 디바인. (1861년~)
- 1949년 - 대한민국의 정치인 유진희. (1893년~)
- 1963년 - 프랑스의 미술가 조르주 브라크. (1882년~)
- 1973년 - 미국의 영화감독 존 포드. (1894년~)
- 1997년 - 영국 찰스 왕세자의 전 부인 웨일스 공비 다이애나. (1961년~)
- 1999년 - 대한민국의 희극인 곽규석. (1928년~)
- 2002년 - 대한민국의 정치인 이상희. (1923년~)
- 2009년
  - 대한민국의 천주교인, 제9대 천주교 대구대교구 교구장 최영수. (1942년~)
  - 미국의 재즈 피아니스트 에디 히긴스. (1932년~)
- 2015년 - 대한민국의 희극인, 영화 배우 남성남. (1931년~)
- 2018년 - 도네츠크 인민공화국의 수반 알렉산드르 자하르첸코. (1976년~)
- 2019년 - 미국의 사회학자 이매뉴얼 월러스틴. (1930년~)
- 2020년
  - 미국의 야구 선수 톰 시버. (1944년~)
  - 인도의 제13대 대통령 프라나브 무케르지. (1935년~)
- 2021년
  - 미국의 영화배우 마이클 콘스탄틴. (1927년~)
  - 일본의 음악프로듀서 에자키 마사루. (1966년~)
- 2022년
  - 대한민국의 정치인 고민수. (1933년~)
  - 대한민국의 소설가 방영웅. (1942년~)
- 2023년
  - 대한민국의 정치인 권문용. (1943년~)
  - 미국의 영화배우 게일 허니컷. (1943년~)
- 2024년
  - 동독의 노르딕복합스키선수 카를 하인츠 루크. (1945년~)
  - 노르웨이의 흰돌고래 흐발디미르. (2009년~)

## 기념일
- 자국어의 날(Limba Noastra, National Language Day): 몰도바
- 연대 자유노조 창설 기념일(Day of Solidarity and Freedom): 폴란드

## 같이 보기
- 전날: 8월 30일 다음날: 9월 1일 - 전달: 7월 31일 다음달: 9월 30일
- 모두 보기